# De Tempel (Eindhoven)
De Tempel is een buurt in Eindhoven, gelegen in het stadsdeel Woensel-Noord, in de wijk Aanschot. Op 1 januari 2023 telde de buurt 5.180 inwoners, verdeeld over 2.344 woningen, met een gemiddelde WOZ-waarde van € 327.000, op een oppervlakte van 1,19 km².  
De bebouwing, zowel kantoren en lichte industrie als woningen, dateert voor het grootste gedeelte uit de jaren '70. Uitzondering hierop vormen vijftig woningen aan de kant van de John F. Kennedylaan. De straten van de buurt, die onder het stadsdeel Woensel-Noord valt, zijn vernoemd naar Belgische plaatsen. Vanwege deze achtergrond wordt de wijk ook wel de Belgiëbuurt genoemd.
De buurt heeft een centrale positie in het bovengenoemde stadsdeel en grenst in het westen aan het Henri Dunantpark en de Woenselse Heide en wordt in het oosten door de J.F. Kennedylaan van Vaartbroek gescheiden. Ten noorden van De Tempel bevindt zich de woonbuurt Blixembosch en in het zuiden Winkelcentrum Woensel.
Het woongedeelte van de buurt is opgebouwd uit zowel huur- als koopwoningen, waarbij de eerstgenoemden in de meerderheid zijn. Het buurtcentrum ligt aan het Belgiëplein. Daar zijn behalve een supermarkt onder meer een kapper, kledingzaak, Chinees restaurant en friettent te vinden. Aan de zuidzijde van De Tempel ligt een klein industrieterrein waarop vooral dienstverlenende firma's gevestigd zijn.

## Herkomst naam de Tempel
In 1813 duikt de naam de Tempel voor het eerst op als boerderij annex herberg. Deze lag aan de oude heerbaan die van Woensel naar Son liep. Bij de vorming van Groot Eindhoven kreeg de straat waaraan de boerderij ligt, onderwijl de Oude Tempel geheten, de naam Tempelstraat. De onverharde weg verbond de Tempel, waar het oorspronkelijke verblijf nu in Vaartbroek ligt, met een nieuwbouwwijk die de naam De Tempel kreeg.

## Verkeer en vervoer
De Tempel is via de buslijn 2: Centraal Station - Blixembosch-Oost aangesloten op het openbaar vervoersnetwerk van Eindhoven. In beide richtingen zijn er op de Antwerpenlaan twee haltes waarlangs om het kwartier een bus rijdt.